# 百略醫學科技
百略醫學科技股份有限公司（英語：Microlife Corp.）為全球領先的消費型醫療器材公司。於1981年創立，在全球擁有 3,000 多名員工，總部座落台灣台北市內湖區。百略醫學為全球最大數位體溫量測產品供應商，全球前三大電子血壓量測產品廠商。其產品包括：體溫量測系統、血壓量測系統、呼吸照護系統、血糖量測系統、電熱產品、體重管理產品等，以「Microlife」為品牌名稱，行銷遍及全球80餘國。
百略醫學於歐洲、美洲子公司分別設立於瑞士、英國、法國及美國佛羅里達州、伊利諾州。2018年滿得投資收購Microlife所有權。滿得投資是摩根士丹利私募股權亞洲與 Midas Fund LP 成立的合資企業。